# Euro Chess Tournament 2008
Het Euro Chess Tournament 2008 (ook wel University of Twente Young Masters Euro Chess Tournament) werd van 1 tot en met 9 augustus 2008 gehouden in Enschede. Het schaaktoernooi wordt ook de Open Nederlandse Jeugdkampioenschappen genoemd.
De deelnemers speelden in zes groepen. Hier volgen de uitslagen van de Young Masters.

## Deelnemerslijst
| Lotnummer | Speler              | Land         | FIDE-rating | Titel |
| --------- | ------------------- | ------------ | ----------- | ----- |
| 1         | Ahmed Adly          | Egypte       | 2593        | GM    |
| 2         | Nidjat Mamedov      | Azerbeidzjan | 2564        | GM    |
| 3         | Nikita Maiorov      | Wit-Rusland  | 2535        | GM    |
| 4         | Anton Filippov      | Oezbekistan  | 2531        | GM    |
| 5         | Valentin Iotov      | Bulgarije    | 2520        | GM    |
| 6         | Aleksandr Shimanov  | Rusland      | 2480        | IM    |
| 7         | Sebastian Bogner    | Duitsland    | 2469        | IM    |
| 8         | Anish Giri          | Rusland      | 2430        | FM    |
| 9         | Illja Nyzjnyk       | Oekraïne     | 2428        | FM    |
| 10        | Chiel van Oosterom  | Nederland    | 2420        | IM    |
| 11        | Robert Ris          | Nederland    | 2415        | IM    |
| 12        | Mustafa Yilmaz      | Turkije      | 2362        | FM    |
| 13        | Twan Burg           | Nederland    | 2359        | FM    |
| 14        | Tim Lammens         | Nederland    | 2350        | FM    |
| 15        | Ali Bitalzadeh      | Nederland    | 2310        | FM    |
| 16        | Robin van Kampen    | Nederland    | 2294        |       |
| 17        | Marijn Otte         | Nederland    | 2268        |       |
| 18        | Bram van der Velden | Nederland    | 2230        |       |
| 19        | Bas van Opheusden   | Nederland    | 2169        |       |
| 20        | Pauline van Nies    | Nederland    | 2158        |       |

## Uitslagen

### Ronde 1
| Bord | Wit                | Zwart               | Uitslag |
| ---- | ------------------ | ------------------- | ------- |
| 1    | Robert Ris         | Ahmed Adly          | ½ - ½   |
| 2    | Nidjat Mamedov     | Mustafa Yilmaz      | 1 - 0   |
| 3    | Twan Burg          | Nikita Maiorov      | ½ - ½   |
| 4    | Anton Filippov     | Tim Lammens         | 1 - 0   |
| 5    | Ali Bitalzadeh     | Valentin Iotov      | 0 - 1   |
| 6    | Aleksandr Shimanov | Robin van Kampen    | 1 - 0   |
| 7    | Marijn Otte        | Sebastian Bogner    | 0 - 1   |
| 8    | Anish Giri         | Bram van der Velden | 1 - 0   |
| 9    | Bas van Opheusden  | Illja Nyzjnyk       | 0 - 1   |
| 10   | Chiel van Oosterom | Pauline van Nies    | 1 - 0   |

### Ronde 2
| Bord | Wit              | Zwart               | Uitslag |
| ---- | ---------------- | ------------------- | ------- |
| 1    | Sebastian Bogner | Nidjat Mamedov      | 0 - 1   |
| 2    | Anish Giri       | Anton Filippov      | 0 - 1   |
| 3    | Valentin Iotov   | Chiel van Oosterom  | 1 - 0   |
| 4    | Illja Nyzhjyk    | Aleksandr Shimanov  | ½ - ½   |
| 5    | Ahmed Adly       | Twan Burg           | ½ - ½   |
| 6    | Nikita Maiorov   | Robert Ris          | 0 - 1   |
| 7    | Mustafa Yilmaz   | Marijn Otte         | ½ - ½   |
| 8    | Tim Lammens      | Bram van der Velden | ½ - ½   |
| 9    | Pauline van Nies | Ali Bitalzadeh      | 0 - 1   |
| 10   | Robin van Kampen | Bas van Opheusen    | 1 - 0   |

### Ronde 3
| Bord | Wit                 | Zwart              | Uitslag |
| ---- | ------------------- | ------------------ | ------- |
| 1    | Nidjat Mamedov      | Valentin Iotov     | ½ - ½   |
| 2    | Anton Filippov      | Aleksandr Shimanov | 1 - 0   |
| 3    | Robert Ris          | Illja Nyzjnyk      | ½ - ½   |
| 4    | Chiel van Oosterom  | Ahmed Adly         | 0 - 1   |
| 5    | Twan Burg           | Sebastian Bogner   | ½ - ½   |
| 6    | Ali Bitalzadeh      | Anish Giri         | 1 - 0   |
| 7    | Nikita Maiorov      | Robin van Kampen   | ½ - ½   |
| 8    | Bram van der Velden | Mustafa Yilmaz     | 0 - 1   |
| 9    | Marijn Otte         | Tim Lammens        | 1 - 0   |
| 10   | Bas van Opheusden   | Pauline van Nies   | ½ - ½   |

### Ronde 4
| Bord | Wit                | Zwart               | Uitslag |
| ---- | ------------------ | ------------------- | ------- |
| 1    | Velentin Iotov     | Anton Filippov      | 0 - 1   |
| 2    | Ahmed Adly         | Nidjat Mamedov      | ½ - ½   |
| 3    | Illja Nyzjnyk      | Ali Bitalzadeh      | 1 - 0   |
| 4    | Sebastian Bogner   | Robert Ris          | ½ - ½   |
| 5    | Aleksandr Shimanov | Marijn Otte         | ½ - ½   |
| 6    | Robin van Kampen   | Twan Burg           | 0 - 1   |
| 7    | Mustafa Yilmaz     | Anish Giri          | 0 - 1   |
| 8    | Chiel van Oosterom | Nikita Maiorov      | ½ - ½   |
| 9    | Tim Lammens        | Bas van Opheusden   | ½ - ½   |
| 10   | Pauline van Nies   | Bram van der Velden | ½ - ½   |

### Ronde 5
| Bord | Wit                 | Zwart              | Uitslag |
| ---- | ------------------- | ------------------ | ------- |
| 1    | Anton Filippov      | Illja Nyzjnyk      | 1 - 0   |
| 2    | Nidjat Mamedov      | Robert Ris         | 1 - 0   |
| 3    | Twan Burg           | Valentin Iotov     | ½ - ½   |
| 4    | Marijn Otte         | Ahmed Adly         | 1 - 0   |
| 5    | Anish Giri          | Aleksandr Shimanov | 1 - 0   |
| 6    | Ali Bitalzadeh      | Sebastian Bogner   | 1 - 0   |
| 7    | Nikita Maiorov      | Mustafa Yilmaz     | 0 - 1   |
| 8    | Robin van Kampen    | Chiel van Oosterom | 0 - 1   |
| 9    | Pauline van Nies    | Tim Lammens        | 1 - 0   |
| 10   | Bram van der Velden | Bas van Opheusden  | 1 - 0   |

### Ronde 6
| Bord | Wit                | Zwart               | Uitslag |
| ---- | ------------------ | ------------------- | ------- |
| 1    | Nidjat Mamedov     | Anton Filippov      | 1 - 0   |
| 2    | Valentin Iotov     | Marijn Otte         | ½ - ½   |
| 3    | Illja Nyzjnyk      | Anish Giri          | 0 - 1   |
| 4    | Ali Bitalzadeh     | Twan Burg           | 1 - 0   |
| 5    | Ahmed Adly         | Mustafa Yilmaz      | 0 - 1   |
| 6    | Robert Ris         | Chiel van Oosterom  | 0 - 1   |
| 7    | Aleksandr Shimanov | Bram van der Velden | 1 - 0   |
| 8    | Sebastian Bogner   | Pauline van Nies    | 1 - 0   |
| 9    | Bas van Opheusden  | Nikita Maiorov      | 0 - 1   |
| 10   | Tim Lammens        | Robin van Kampen    | 0 - 1   |

### Ronde 7
| Bord | Wit                 | Zwart              | Uitslag |
| ---- | ------------------- | ------------------ | ------- |
| 1    | Anish Giri          | Nidjat Mamedov     | ½ - ½   |
| 2    | Anton Filippov      | Ali Bitalzadeh     | 1 - 0   |
| 3    | Mustafa Yilmaz      | Valentin Iotov     | 0 - 1   |
| 4    | Chiel van Oosterom  | Marijn Otte        | ½ - ½   |
| 5    | Twan Burg           | Aleksandr Shimanov | ½ - ½   |
| 6    | Illja Nyzjnyk       | Sebastian Bogner   | 1 - 0   |
| 7    | Bram van der Velden | Ahmed Adly         | 0 - 1   |
| 8    | Robin van Kampen    | Pauline van Nies   | ½ - ½   |
| 9    | Nikita Maiorov      | Tim Lammens        | 1 - 0   |
| 10   | Bas van Opheusden   | Robert Ris         | ½ - ½   |

### Ronde 8
| Bord | Wit                 | Zwart              | Uitslag |
| ---- | ------------------- | ------------------ | ------- |
| 1    | Chiel van Oosterom  | Anton Filippov     | ½ - ½   |
| 2    | Nidjat Mamedov      | Illja Nyjhnyk      | ½ - ½   |
| 3    | Valentin Iotov      | Anish Giri         | ½ - ½   |
| 4    | Marijn Otte         | Ali Bitalzadeh     | 1 - 0   |
| 5    | Ahmed Adly          | Nikita Maiorov     | 1 - 0   |
| 6    | Mustafa Yilmaz      | Twan Burg          | ½ -½    |
| 7    | Pauline van Nies    | Aleksandr Shimanov | 0 - 1   |
| 8    | Bram van der Velden | Robin van Kampen   | ½ - ½   |
| 9    | Sebastian Bogner    | Bas van Opheusden  | 1 - 0   |
| 10   | Robert Ris          | Tim Lammens        | 1 - 0   |

### Ronde 9
| Bord | Wit                | Zwart               | Uitslag |
| ---- | ------------------ | ------------------- | ------- |
| 1    | Anton Filippov     | Marijn Otte         | ½ - ½   |
| 2    | Aleksandr Shimanov | Nidjat Mamedov      | ½ - ½   |
| 3    | Illja Nyzjnyk      | Valentin Iotov      | 0 - 1   |
| 4    | Anish Giri         | Ahmed Adly          | ½ - ½   |
| 5    | Twan Burg          | Chiel van Oosterom  | 0 - 1   |
| 6    | Ron van Kampen     | Sebastian Bogner    | ½ - ½   |
| 7    | Robert Ris         | Bram van der Velden | 1 - 0   |
| 8    | Ali Bitalzadeh     | Bas van Opheusden   | 1 - 0   |
| 9    | Tim Lammens        | Mustafa Yilmaz      | ½ - ½   |
| 10   | Nikita Maiorov     | Pauline van Nies    | ½ - ½   |

## Eindstand
| Plaats | Naam                | Rating | Score | WP   | SB    | TPR  |
| ------ | ------------------- | ------ | ----- | ---- | ----- | ---- |
| 1      | Anton Filippov      | 2531   | 7.0   | 45.0 | 33.00 | 2639 |
| 2      | Nidjat Mamedov      | 2561   | 6.5   | 47.0 | 34.00 | 2635 |
| 3      | Valentin Iotov      | 2519   | 6.0   | 48.0 | 30.25 | 2533 |
| 4      | Anish Giri          | 2430   | 5.5   | 46.0 | 25.25 | 2526 |
| 5      | Marijn Otte         | 2267   | 5.5   | 44.0 | 25.50 | 2528 |
| 6      | Chiel van Oosterom  | 2420   | 5.5   | 43.5 | 24.25 | 2488 |
| 7      | Ahmed Adly          | 2593   | 5.0   | 43.0 | 22.50 | 2442 |
| 8      | Aleksandr Shimanov  | 2480   | 5.0   | 42.5 | 19.75 | 2405 |
| 9      | Ali Bitalzadeh      | 2310   | 5.0   | 41.5 | 18.50 | 2413 |
| 10     | Robert Ris          | 2415   | 5.0   | 35.5 | 15.75 | 2461 |
| 11     | Illja Nyzjnyk       | 2428   | 4.5   | 46.0 | 19.25 | 2432 |
| 12     | Mustafa Yilmaz      | 2362   | 4.5   | 40.5 | 17.00 | 2427 |
| 13     | Sebastian Bogner    | 2467   | 4.5   | 39.0 | 16.50 | 2330 |
| 14     | Twan Burg           | 2359   | 4.0   | 43.5 | 18.50 | 2399 |
| 15     | Nikita Maiorov      | 2535   | 4.0   | 34.0 | 11.25 | 2308 |
| 16     | Robin van Kampen    | 2294   | 4.0   | 31.5 | 10.00 | 2309 |
| 17     | Pauline van Nies    | 2158   | 3.0   | 33.5 | 7.50  | 2234 |
| 18     | Bram van der Velden | 2230   | 2.5   | 35.0 | 5.75  | 2194 |
| 19     | Tim Lammens         | 2350   | 1.5   | 37.0 | 4.25  | 2056 |
| 20     | Bas van Opheusden   | 2172   | 1.5   | 34.0 | 4.75  | 2080 |

## Eindstand overige groepen
| Plaats | Groep A          | Groep B           | Groep C              | Groep D               | Groep E            |
| ------ | ---------------- | ----------------- | -------------------- | --------------------- | ------------------ |
| 1      | Vincent Rothuis  | Vincent Blom      | Zyon Kollen          | Lars Vereggen         | Thomas Beerdsen    |
| 2      | Roi Miedema      | Tom Meurs         | Nick Bijlsma         | Jan Cox               | Lennert Lenaerts   |
| 3      | Lody Kuling      | Thijmen Smith     | Jamie Duburg         | Roger Bhoorakhan      | Colin Stolwijk     |
| 4      | Evert Rademakers | Maurice Schippers | Roger Meng           | Rik Roelofs           | Robby Kevlishvili  |
| 5      | Christov Kleijn  | Jonathan Tan      | Nick Beyerinck       | Philip van Scheltinga | Ankit Majhi        |
| 6      | Tony Zhang       | Mehran Kamali     | Bart Von Meijenfeldt | Tom Witsenburg        | Maarten van Harten |
| 7      | Lennart Ootes    | Alisa Frey        | Evie Warmelink       | Tjark Vos             | Maaike Keetman     |
| 8      | Mart Nabuurs     | Milan Mostertman  | Philipp Wenninger    | Jouke Bakker          | Sena Ozdemir       |
| 9      | Lars Ootes       | Jens Schulz       | Kambiz Skandar       | Raimond Vastenhout    | Yordi de Block     |
| 10     | Talitha Munnik   | Jort Faber        | Christopher Brookes  | Rosa Ratsma           | Michal Slomczewski |

De kampioenes bij de dames zijn roze gemaakt.

## Trivia
- Ahmed Adly kon niet op tijd in Enschede aanwezig zijn. De schaakbond van Egypte gaf Adly geen toestemming om te vertrekken, omdat hij werd geacht mee te doen aan een bekerwedstrijd schaken voor landenteams.